# لی هان-سوپ
لی هان-سوپ (انگلیسی: Lee Han-sup؛ زادهٔ ۳۰ آوریل ۱۹۶۶) کماندار اهل کره جنوبی است.